# Trachelipus semiproiectus
Trachelipus semiproiectus is een pissebed uit de familie Trachelipodidae. De wetenschappelijke naam van de soort is voor het eerst geldig gepubliceerd in 1996 door Gui & Tang.